# Unité urbaine de Baccarat
L'unité urbaine de Baccarat est une unité urbaine française centrée sur la commune de Baccarat en Meurthe-et-Moselle, en région Grand Est.

## Données générales
Dans le zonage réalisé par l'Insee en 2010, l'unité urbaine était composée de deux communes.
Dans le nouveau zonage réalisé en 2020, elle est composée des deux mêmes communes. 
En 2022, avec 4 568 habitants, elle représente la 14e unité urbaine du département de Meurthe-et-Moselle.
En 2022, sa densité de population s'élève à 197 hab/km2. Par sa superficie, elle représente 0,44 % du territoire départemental et, par sa population, elle regroupe 0,62 % de la population du département de Meurthe-et-Moselle.

## Composition de l'unité urbaine en 2020
Elle est composée des deux communes suivantes :
| Nom                     | Code Insee | Département        | Statut       | Superficie (km2) | Population (dernière pop. légale) | Densité (hab./km2) | Modifier                                    |
| ----------------------- | ---------- | ------------------ | ------------ | ---------------- | --------------------------------- | ------------------ | ------------------------------------------- |
| Baccarat (ville-centre) | 54039      | Meurthe-et-Moselle | ville-centre | 13,53            | 4 107 (2022)                      | 304                | modifier les données · modifier les données |
| Deneuvre                | 54154      | Meurthe-et-Moselle | banlieue     | 9,70             | 461 (2022)                        | 48                 | modifier les données · modifier les données |

## Évolution démographique
| 1968  | 1975  | 1982  | 1990  | 1999  | 2010  | 2015  | 2022  |
| ----- | ----- | ----- | ----- | ----- | ----- | ----- | ----- |
| 6 353 | 6 096 | 5 879 | 5 531 | 5 317 | 5 190 | 5 075 | 4 598 |

#### Données générales
- Unité urbaine en France
- Aire d'attraction d'une ville
- Liste des unités urbaines de France

#### Données démographiques en rapport avec l'unité urbaine de Baccarat
- Aire d'attraction de Baccarat
- Arrondissement de Lunéville

#### Données démographiques en rapport avec la Meurthe-et-Moselle
- Démographie de Meurthe-et-Moselle